# アルシェ

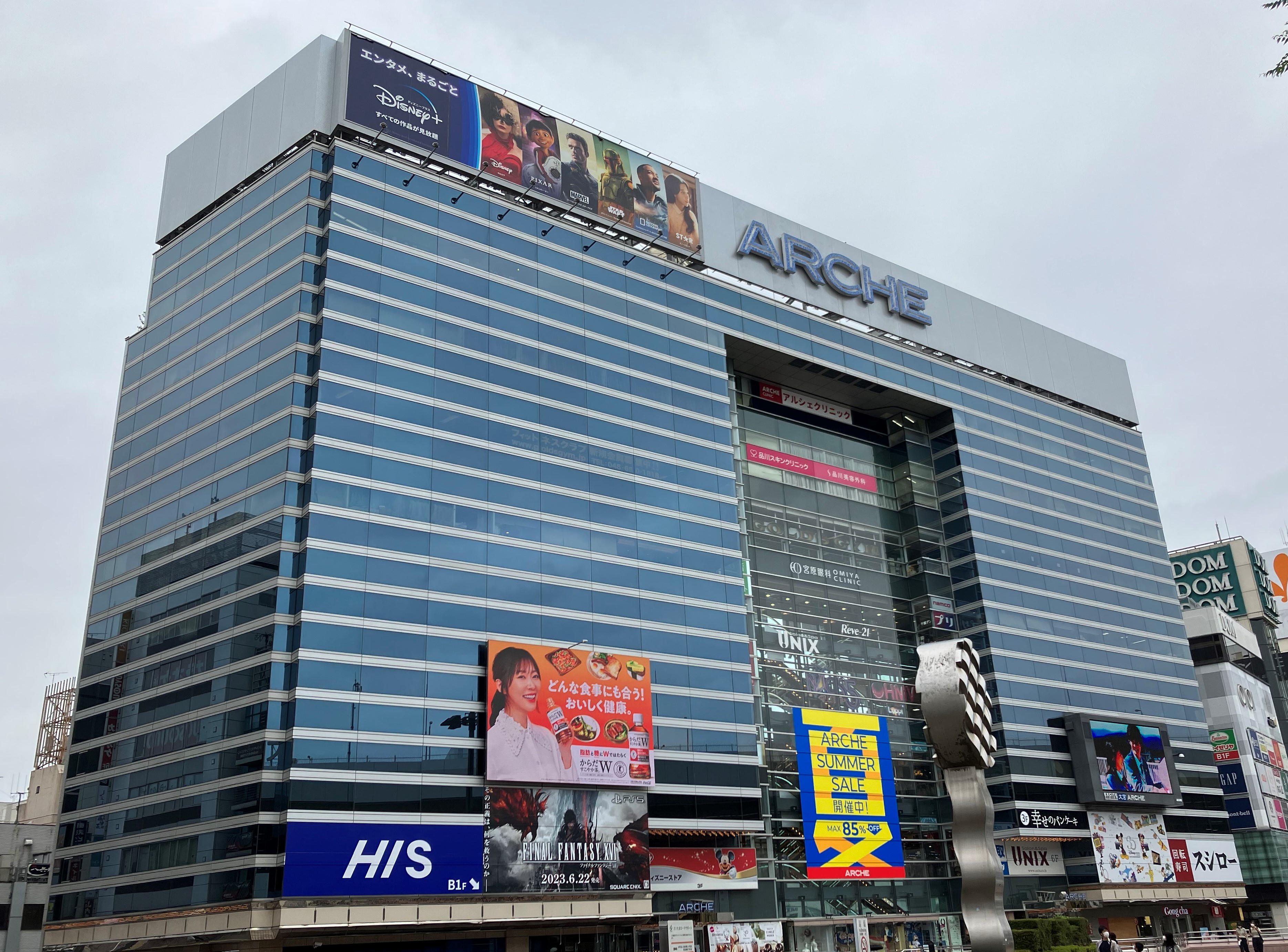
大宮アルシェ（2023年7月）

アルシェ（ARCHE、別名:大宮西武ビル）は、埼玉県さいたま市大宮区の大宮駅西口にある複合商業ビル。大宮アルシェとも呼ばれる。

## 概要
1994年（平成6年）6月30日午前11時にオープン。大宮駅西口正面に位置し、大宮駅コンコースとはペデストリアンデッキでつながっている。ファッション・雑貨の店舗が多く入っている他、CDショップや電気店、メガネ店などがある。
5階のCDショップHMV大宮アルシェ内には、FM NACK5のサテライトスタジオ「STUDIO ARCHE」があり、BEAT SHUFFLE、HITS! THE TOWN、カメレオンパーティーの放送が行われている。

## 大宮ガチャ
「何か大宮で盛り上がるものを作りたい」とカプセルおもちゃなどを手掛けるジェットワークスと協働し、大宮の名所や名店が入ったカプセルトイ大宮ガチャを販売し、ヒットさせた。

## テナント
- 9階 - アルシェクリニック、リーブ21
- 8階 - アルシェクリニック、品川美容外科、品川スキンクリニック
- 7階 - ゴールドジム
- 6階 - アルシェコンタクト、たかの友梨、ユニックス(美容室チェーン)、ライオンズストア（埼玉西武ライオンズオフィシャルショップ）、西武バス大宮駅西口案内所、アビバ、英会話教室、眼科、薬局
- 5階 - HMV大宮アルシェ（CDショップ。2013年6月28日オープン）、STUDIO ARCHE（FM NACK5サテライトスタジオ）、ファッション、メガネ店
- 4階 - ファッション・雑貨店
- 3階 - ファッション・雑貨店、ディズニーストア
- 2階 - ファッション・雑貨店
- 1階 - ソフマップ大宮店、ローソン
- 地下1階 - 幸せのパンケーキ、エイチ・アイ・エス大宮本店、東京プラス歯科矯正歯科大宮分院

## 閉店したテナント
- 5階 - THE NACK5 TOWN（CDショップ。2013年5月15日に閉店）
- 8階 - 王宮 周富徳が経営していた中華レストラン。

## ギャラリー

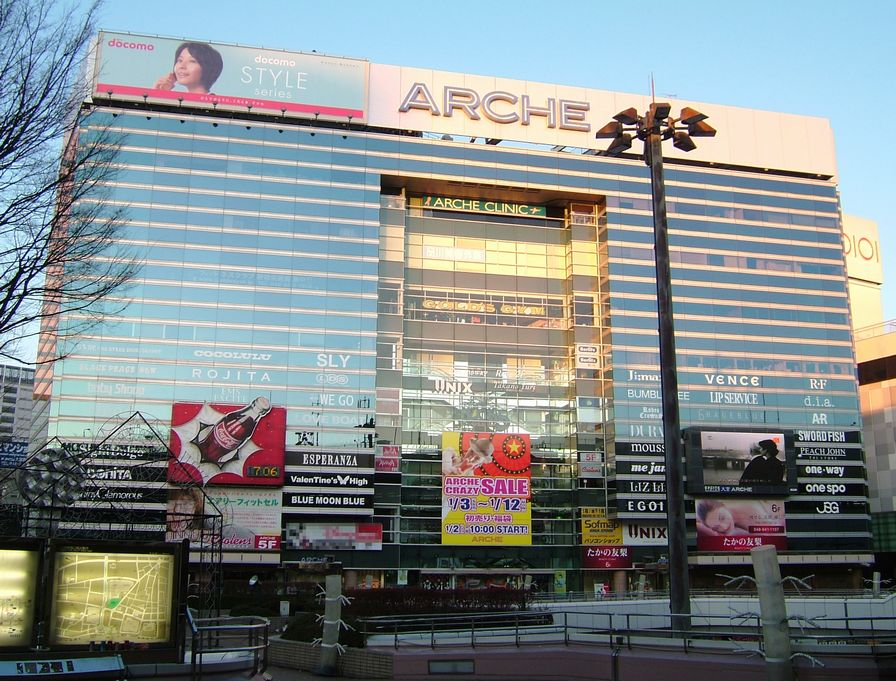
2009年1月撮影
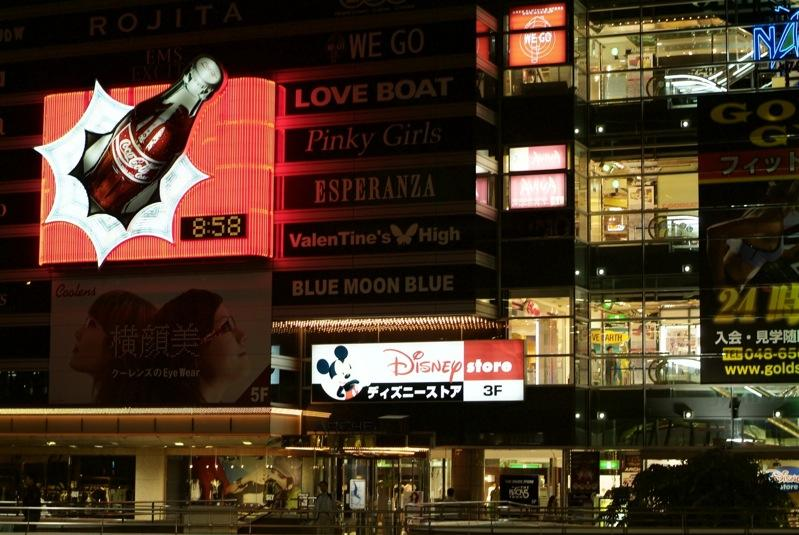
大宮駅直結の2階入口（2008年6月撮影）